# YOUNG FLAG
YOUNG FLAG（ヤングフラッグ）はJFN系列ラジオ番組SCHOOL OF LOCK!がかつて行っていた学園祭形式のライブツアー。
2007年に始まり、2009年まで開催されていたが、翌2010年以降は開催されていない。期間は9月-10月ごろ。

## 参加方法
各種プレイガイドでの一般発売又は、SCHOOL OF LOCK!内で行われる先行電話発売で購入可能。価格は3969(サンキューロック）円。

## YOUNG FLAGの歴史

### YOUNG FLAG
2007年に行われた。3Days。
- 10月11日(木）Zepp Osaka
  - LOST IN TIME/チャットモンチー/レミオロメン

- 10月12日(金）Zepp Fukuoka　
  - ジン/YUI/ASIAN KUNG-FU GENERATION

- 10月19日(金）Zepp Tokyo　
  - THE BACK HORN/銀杏BOYZ/BUMP OF CHICKEN

### YOUNG FLAG 08
2008年に行われた。4Days。
- 9月14日(日）Zepp Tokyo
  - くるり/THE BACK HORN/ASIAN KUNG-FU GENERATION

- 9月25日(木）Zepp Sendai
  - Base Ball Bear/9mm Parabellum Bullet/10-FEET/BEAT CRUSADERS

- 9月27日（土）JCBホール
  - ザ・クロマニヨンズ/チャットモンチー/ACIDMAN/Dragon Ash

- 10月5日(日）STUDIO COAST
  - 九州男/ET-KING/湘南乃風/RIP SLYME

### YOUNG FLAG 09
2009年に行われた。4Days。全公演、会場はZeppで行われた。
- 9月5日(土) Zepp Fukuoka
  - チャットモンチー / ストレイテナー / かりゆし58 / MASS OF THE FERMENTING DREGS（OA）

- 9月12日(土) Zepp Sapporo
  - HY / サカナクション / Base Ball Bear / Galileo Galilei（OA）

- 9月19日(土) Zepp Osaka
  - BEAT CRUSADERS / THE BACK HORN / lego big morl / SpecialThanks（OA）

- 9月20日(日) Zepp Tokyo
  - 9mm Parabellum Bullet / Dragon Ash / Perfume / 間々田優（OA）

## その他

### イメージアニメーション
- オープニングやエンディングにイメージアニメーションが流れる。
  - 制作ディレクターは宇野心平。BGMはBase Ball Bear楽曲の『17才』。
  - 2007年はオープニングのみで2008年と2009年はオープニングとエンディングの2回流れた。

### やましげ校長
毎年、SCHOOL OF LOCK!のメインパーソナリティーであったやましげ校長が歌う。2007年はレミオロメンをまねした『レミオシゲン』。2008年は最終日のみ『しげラップ』を披露。その後のSCHOOL OF LOCK!の放送にてリスナーとラップ勝負をした。尚、2009年はブレイクダンスを披露した。